# 알렉산더 솅크 그라프 폰 슈타우펜베르크
알렉산더 프란츠 클레멘스 마리아 솅크 그라프 폰 슈타우펜베르크(독일어:  Alexander Franz Clemens Maria Schenk Graf von Stauffenberg, 1905년 3월 15일 ~ 1964년 1월 27일)는 쌍둥이 형제 베르톨트 솅크 그라프 폰 슈타우펜베르크와 동생 클라우스 폰 슈타우펜베르크와 함께는 1944년 히틀러에 대항한 7월 20일 음모의 지도자 중 한 명이었다.